# Beagle (kereső)
A Beagle egy asztali kereső alkalmazás Linux és egyéb Unix-alapú operációs rendszerekhez, amely szabadszavas keresést tesz lehetővé a számítógépen tárolt fájlokban. GPL licenc alatt kiadott, C#-ban írt kereső, így Linuxon és más rendszereken a Mono keretrendszer szükséges a futtatásához.
Fő feladata az, hogy a beagle daemon indexeli a felhasználó fájljait, azok szavait egy adatbázisba gyűjti és így gyorsan, bármikor, bármit könnyen meg lehet találni, anélkül, hogy a lemezt végigtekerné. Mivel szükséges a fájlok indexelése, ez némi erőforrást fogyaszt a többi processz elől. Cserébe egy minden eddiginél hatékonyabb keresőt kapunk. 
Ezt a keresési eljárást először a Mac OS X Spotlight alkalmazása valósította meg.